# Russel Roman
Russel Ward Roman (* 26. März 1975 in Yap) ist ein ehemaliger palauischer Sprinter.

## Biografie
Russel Roman startete bei den Olympischen Spielen 2004 in Athen im 200-Meter-Lauf, schied jedoch mit einer Zeit von 24,89 Sekunden als Letzter in seinem Vorlauf aus. Des Weiteren ging er über die gleiche Distanz auch bei den Hallenweltmeisterschaften 2004 an den Start.